# Мелези
Мелези су потомци родитеља који су различитих раса, тј. расни мешанци. Највише мелега живи у Латинској и Северној Америци. У зависности од тога које су се расе мешале, можемо разликовати:
- Замбосе
- Мулате
- Местике
- Креоле